# Triumph des Willens
Triumph des Willens (oversat: Viljens triumf) er en tysk dokumentar- og propagandafilm fra 1935 lavet af Leni Riefenstahl. Den handler om nazipartiets årsmøde i 1934 i Nürnberg. Filmen viser uddrag fra taler af flere naziledere som Adolf Hitler og med billeder af massive mængder af partimedlemmer. Hitler bestilte filmen og var en uofficiel producent; hans navn står i åbningsteksterne. Det altoverskyggende tema i filmen er Tysklands tilbagevendelsen som stormagt med Hitler som den sande tyske leder, som vil bringe nationen ære.
Filmen blev udgivet i 1935 og blev hurtigt en af de bedste eksempler på propaganda i filmhistorien. Riefenstahls teknikker, såsom bevægelige kameraer, anvendelse af teleobjektiv til at skabe et forvrænget perspektiv, billeder fra luften og revolutionerende brug af musik og nye virkemidler har gjort, at Triumph des Willens anses som en af de mest nyskabende film nogensinde. Riefenstahl vandt adskillige priser ikke kun i Tyskland, men også i USA, Frankrig, Sverige og andre lande. Filmen var populær i Det Tredje Rige og andre steder. Triumph des Willens har fortsat med at påvirke film, dokumenterer og reklamer frem til i dag.